# Canto (antica Roma)

Rappresentazione di canto e musica in epoca romana, da un dipinto di Lawrence Alma-Tadema (1881).

Sull'uso del canto nell'antica Roma gli storici si dividono tra coloro che affermano che i romani amarono «il canto molto meno [dei Greci] e coltivarono il canto artistico solo per imitare la più elevata cultura greca...» e coloro come G. Wille e altri studiosi  che hanno operato una totale revisione di questo giudizio.

## La condanna moralista del canto
Gli storici della prima tendenza trovano a sostegno della loro teoria il commento di Cornelio Nepote che rilevava la differenza tra la cultura greca e quella romana che osteggiava la musica, il canto e la danza come «attività banali o semmai spregevoli»  che invece «erano molto apprezzate in Grecia, soprattutto in epoca antica»
Idea questa ripresa da altri nostalgici della primitiva romanità che si ritrova basata sulla considerazione della contemporanea «oziosa gioventù, il cui rammollimento» la portava a dedicarsi ai canti orgiastici o a «molli cantilene femminee» prive di vigore e sdolcinate.
In realtà questi autori moralisti stavano conducendo una battaglia di retroguardia tra l'indifferenza dei molti che ormai curavano abitualmente e apprezzavano il canto e la danza.
Wille ha infatti rilevato come gran parte della poesia latina fosse cantata: con il termine carmen si indicava non solo il componimento poetico ma anche il canto. Il fatto che le poesie di Orazio fossero cantate con l'accompagnamento di lira, cetra o flauto è stato definitivamente confermato dal rinvenimento nel 1900 degli atti della Festa secolare del 17 a.C. nei quali risulta che Orazio fosse stato incaricato di comporre, il carmen saeculare, un canto eseguito da un coro formato da 27 tra ragazzi e fanciulle

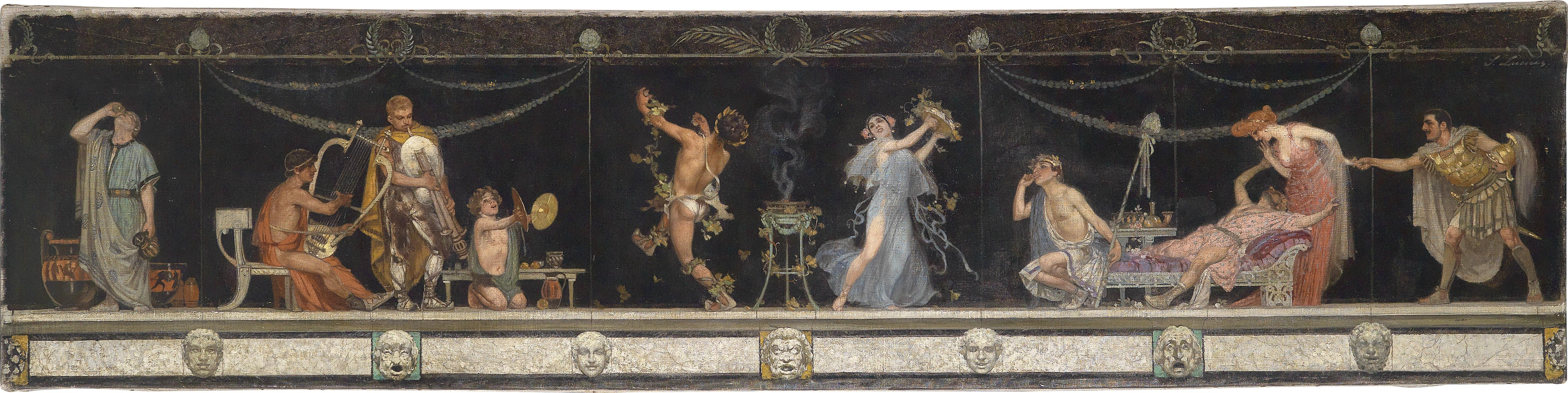
Rappresentazione di musica, canti, balli dell'antica Roma (di Sebastian Lucius).

## I canti popolari
«Ecco perché anche il cavatore canta, con le catene ai piedi

se il suo canto senz'arte tempera il suo duro lavoro

canta anche chi, piegato, piantandosi nella sabbia fangosa

spinge la lenta nave avanti, controcorrente...

Se stanco il pastore si appoggia al bastone o siede sul masso

le note del suo flauto tengono avvinto il gregge.

Cantando a tempo e a tempo filando la quantità ordinata

più lieve sembra alla serva l'opera sua.»

(Ovidio, Tristia, 4, 5-11)
Non solo in queste particolari occasioni ma anche il canto quotidiano veniva praticato comunemente nelle cerimonie dai sacerdoti salii e dei fratelli arvali ed anche nelle rappresentazioni teatrali dei mimi e delle pantomime vi erano ritornelli (cantica) che i romani cantavano in pubblico o nelle feste o quando si dedicavano ai canti popolari (carmina incondita).
Il canto era infatti un modo per "abbellire" il lavoro e renderlo meno faticoso. Raccontano gli scrittori latini dei canti degli operai e degli artigiani dei viandanti che cantavano per farsi compagnia e dei contadini nei campi «alleggerendosi il lavoro con voce rozza.»
I canti popolari erano anche un modo per prendersi scherzosamente in giro sino però a diventare talvolta dei veri e propri insulti tanto che la Legge delle XII tavole sanzionava severamente con la pena di morte quando questi offese cantate divenivano vere e proprie calunnie diffamanti
Al limite dell'ingiuria, ma tuttavia consentiti, erano i canti di scherno durante il trionfo dei superbi condottieri vincitori, per ricordar loro di essere dei semplici esseri umani dei quali però si cantavano anche le lodi insieme agli insulti. Le lodi cantate nel trionfo di Aureliano entrarono a far parte delle cantilene dei bambini.

## I canti occasionali

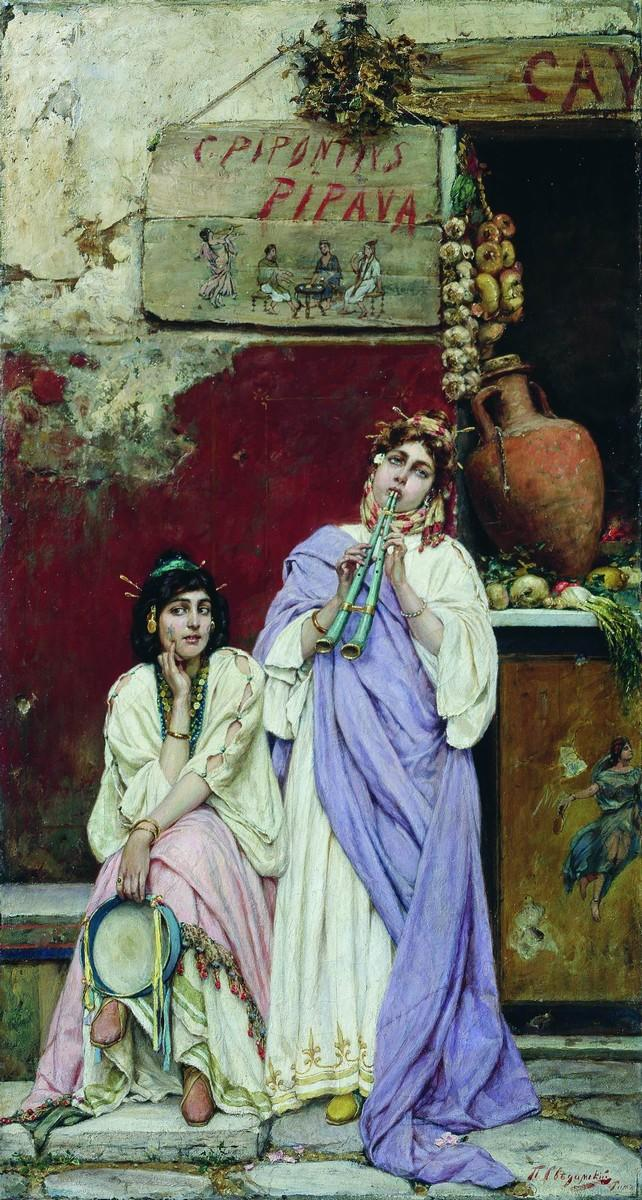
Donne romane con tamburello flauto, da un dipinto di Pavel Svedomskiy.

Si cantava anche nelle occasioni di incontri familiari tristi o lieti. Nelle commemorazioni funebri il canto lamentoso di litanie (neniae) era affidato a prefiche di mestiere o era intonato dagli stessi familiari del defunto.. Non mancavano canti che allietassero il banchetto in occasione di compleanni affidati a cantori di professione o intonati da un ospite.
I matrimoni erano allietati da canti di diverso genere: sboccati fescennini o cori solenni e canti nuziali «dove la voce fa eco ai passi delle danze mentre lo stesso ritmo è seguito dalla melodia»
Vi era anche l'equivalente della nostra serenata, il canto d'amore  poiché cantare amantis est «il canto è proprio di chi ama»
Nelle dimore di importanti personaggi gli stessi padroni di casa intrattenevano gli ospiti con musicisti di professione o essi stessi si cimentavano nel canto e nella danza invitando i presenti ad associarsi ma tra questi c'era chi saggiamente si asteneva mentre altri temerariamente si univano cantando a squarciagola per cui Marziale avvertiva che veramente il migliore banchetto era quello senza nessuna musica.
In età repubblicana si considerava poco conveniente alle regole sociali che le donne avessero una formazione musicale e il fatto che invece i poeti erotici apprezzassero le donne che cantavano bene, incitava i moralisti a condannare questa attitudine femminile.
In età imperiale si ebbe invece un mutamento radicale per cui ad esempio Plinio era contento che un musicista, senza esserne stato incaricato, stesse mettendo in musica le sue poesie e Stazio è sicuro che la sua figliastra si mariterà presto anche per le sue qualità canore
Risulta evidente che i Romani e le Romane erano amanti del canto e che avessero l'abitudine di canticchiare tra sé e sé anche se Monica, la madre di Agostino, giudicasse scandaloso che un certo Licenzio usasse cantare a piena voce i salmi quando era in bagno.